# ウンデット・ニー
ウンデッド・ニーあるいはウーンデッド・ニー（Wounded Knee, ラコタ語ではCankpe Opi）は、アメリカ合衆国サウスダコタ州の南西部、オグラララコタ郡にある地域、町で、アメリカ先住民（インディアン）のスー族（ラコタ部族）が定住しているパインリッジ居留地 (Pine Ridge Indian Reservation) 内に位置する。
ウンデッド・ニーの町の名はパインリッジ居留地の付近を流れる小川ウンデッド・ニー・クリークの名から。

## 歴史
1890年にウンデット・ニーの虐殺が行われた。1973年にはウンデッド・ニー占拠事件（後述）が起きた。

## 地理

ウンデッド・ニーの位置

ウンデッド・ニーはサウスダコタ州の南西部、ネブラスカ州の近くオグラララコタ郡の高度3,235フィート (986m) に位置する。面積は2.8Km²。

## 人口と人種
人口は2000年の国勢調査で328人だった。人口密度も低い。人種構成は現地のスー族を中心としたインディアン（98.78%）がほとんどで、その他に白人（1.22%）やヒスパニック系とラテン系（0.91%）などもいる。生活水準はあまりよくなく失業などが深刻である。

## ウンデッド・ニー占拠事件

### 発端
1972年2月13日、パインリッジ保留地そばの酒場近くを一人で歩いていた51歳のオグララ族インディアン男性、レイモンド・イエローサンダーが、行きずりの男4人と女1人の自称「ヘアー・ブラザーズ」という若い白人不良グループに拉致され、車のトランクに押し込まれて連れ去られた。イエローサンダーはアメリカ在郷軍人会館のダンスパーティー会場に連れ込まれ、全裸で踊るよう強要された。そのあと、屋外で殴る蹴るの暴行を加えられなぶり殺しにされ、一週間後、町外れで死体となって発見された。しかし警察は酔っ払いの路上凍死としてとりあわなかった。被害者の母親はBIA（インディアン管理局）に訴えたが無視され、また白人たちはすぐに釈放された。こういった白人によるインディアンへの残虐行為は珍しいことではなかった。
イエローサンダーの家族は他の暴行被害者達とともにインディアンの運動団体「AIM」（アメリカ・インディアン運動）に助けを求めた。同年3月、ネブラスカ州オマハで行われたインディアン全国会議で、AIMのラッセル・ミーンズとデニス・バンクスは、この事件を報告。会場は怒りに包まれ、3月6日、総勢1万6千人からなるインディアンが殺害犯の逮捕、インディアンの権利回復などを要求して集まり、千人ものインディアンが伝統衣装と太鼓でもって、ゴードン市市長への抗議行進を行った。当局は事件の洗い直しに踏み切り、イエローサンダーの死体が再検分される。死体にはタバコの火を押し当てた多数の痕があり、頭蓋骨は殴打で砕けていた。よくこうした事件で白人が殺したインディアンにするように、睾丸が切り取られているのではないかとの噂があったが、イエローサンダーに対してはなかった。
白人一味が逮捕されたが、AIMが要求した「第一級謀殺罪」は適用されず、懲役4年（女は2年）だった。が、ゴードン市とネブラスカ州は様々な法的不当なインディアンの処遇についての改善を約束し、「インディアンと白人双方での人種差別検討協議会を設置すること」、「市の警官がインディアン女性を強姦しても、捜査が終わるまで釈放しないこと」などの合意がなされ、事件はインディアンの勝利と思われた。
1973年1月20日、20歳のインディアン男性ウェズリー・バッド・ハート・ブルが、ガソリンスタンドを経営する31歳の白人の男ダリル・シュミッツに喧嘩を売られ、ブラック・ヒルズそばのバッファロー・ギャップにある「ビルズ・バー」という酒場で刺殺された。AIMのインディアン弁護士の調査によれば、ウェズリーが友人や母親と酒場にいたところ、以前からウェズリーに挑発的だったシュミッツが入ってきて、「俺は今晩、どうあってもあのインディアン（ウェズリー）を殺してやるぞ」と息巻いた。15分後、二人は表の駐車場で喧嘩となり、ウェズリーが胸を3箇所刺され、救急車内で死亡したという。ウェズリーの母セラは警察やBIA（インディアン管理局）に掛け合ったが、全く相手にされなかった。「酔っ払い同士の喧嘩だ」として、シュミッツは逮捕されなかった。
イエローサンダー事件から一年後のこの事件に、居留地は騒然となった。AIMが抗議して「第一級謀殺罪」による訴追を要求したところ、警察はシュミッツを逮捕したが、「第二級故殺罪」での訴追だった（インディアンを殺した白人が「第二級故殺罪」で訴追されても、無罪か執行猶予になる。逆の場合、インディアンは必ず終身刑か死刑となる）。
2月6日、AIMは交渉の場をカスター市の閉鎖されていた旧裁判所に移し、ラッセル・ミーンズ、デニス・バンクス、レオナルド・クロウドッグら約80人が向かった。しかし、当局側は武装警官を用意し、抗議にきたインディアンたちを建物に閉じ込め催涙ガスを浴びせ、暴行を加えた。結果、旧裁判所が全焼した。「暴動」を主導したとして、ウェズリーの母親セラ、またデニス・バンクスが逮捕され（その後保釈）、セラは5ヶ月拘留された。インディアン側の逮捕者は男女合わせ41人、負傷者16人を数えた。
今も「アメリカで最も貧しい地域」であるパインリッジ居留地は、当時、部族議会（白人の傀儡に過ぎなかった）の議長リチャード・ディック・ウィルソン（1972年4月就任）が議会を私物化し親族で独占し、部族の土地8万エーカーを国立公園に寄付する見返りにBIA（インディアン事務局）から63,000ドルの資金援助を受け、私設暴力団「オグララ国守護隊」を結成、これを率いて居留地のインディアンに日常的なテロ、暴力、銃撃、放火を加えていた。スーの人達は彼らを「グーンズ（愚か者）」と呼び、パインリッジ居留地は内戦状態にあった。
1973年2月、部族議会弾劾のために純血のスー族は「OSCRO（オグララ・スー権利組織）」を結成し、AIMと連動してウィルソン罷免を要求したが、OSCRO指導者たちもグーンズに殺害されていき、前年の1972年からこの年にかけ、居留地一帯の緊張はまさに極限に達していた。同年2月27日、これら居留地での度重なるウィルソンと白人によるインディアンへの暴力、テロ、差別の実態調査と内務省インディアン事務局の改革を要求するため、スー族の伝統派とAIMはポーキュパイン村で大集会を開いた。そのなりゆきで83年前に「ウンデッド・ニーの虐殺」が行われた地が決起の場と決められ、一行はウンデッド・ニーへと向かった。

### 占拠
彼らはウンデッド・ニーでインディアン相手に暴利をむさぼる白人、ギルダーズリーブズ一家が経営する交易所を占拠し、詐取された15家族分の土地権利書、担保の年金小切手を奪い返す。 次に、午後九時、ウンデッド・ニー虐殺現場をはさんで向かいの聖心カトリック教会を占拠した。占拠には、スー族、オジブワ族、ナバホ族、シャイアン族、クロウ族、アラパホー族、ショーショーニー族、ブラックフット族、MHA、オート族、ポタワトミ族、アサキワキ族、メスクワキ族、カイオワ族、ホピ族、イロコイ族、シネコック族、アパッチ族、チェロキー族、それに北西沿岸部族など様々な部族から約300人が加わった。子供たちも遠方からはるばる占拠に加わった。年少の者では9歳の子供もいた。これを発端に、AIMによる武装占拠は合衆国政府側の一帯包囲の中、戦車や戦闘機、軍用ヘリが投入され、アメリカ合衆国とインディアンの間に銃弾の飛び交う戦闘状態に突入し、71日間に及ぶ「ウンデッド・ニー占拠事件」となった。この占拠は、ついにはオグララ国の独立国家宣言にまで至った。AIMは、ウンデッド・ニーを「解放区」と呼んだ。
世界から、様々な団体・個人がこの占拠に賛同し、インディアンだけでなく、白人や黒人の賛同者も何人か後に占拠に加わった。占拠域内にいた白人は出入り自由だったが、みな中に留まりたがった。医薬品、食料の供給援助は昼夜を問わず、FBIや州警察、グーンズの目をかいくぐって届けられた。飛行機から落下傘を用いての食料投下もあった。
占拠直後、全国放送のテレビを通し、デニス・バンクスから呼びかけが行われた。
この行動は世界に反響を呼び、先住民団体、人権団体など各方面から共感と支援の声が集まった。ブラジル、チリ、アルゼンチンの少数民族たちも呼応し、デモ決起を行った。
事態の推移は全米にTV中継され、国民の9割がこれを見守り、攻撃中止を求める電話がホワイトハウスへ複数人から掛かった。連邦政府側はこの占拠を、「共産主義思想に惑わされたインディアンの反乱」、「暴力組織AIMの保留地乗っ取り」などといったフレーズを用いて報道させた。やがて人々の関心は、ウォーターゲート事件へと移っていった。
連邦政府との戦闘で、結果的にインディアン側に二人の死者が出た。合衆国政府側は赤十字も無視して発砲した。占拠期間中、実に計40万発以上の弾丸がインディアンに浴びせられたのである。また、ウンデッド・ニー外でも、運動の賛同者達が殺されていった。
4月29日、交易所は焼け落ち、形ばかりの合意書に署名がされ、1973年5月8日、占拠は終わった。

### 占拠解除後
アメリカ合衆国側は結局、交渉面での約束はうやむやにし、FBIを通じて法廷闘争へと持ち込んだ。首謀者として、ラッセル・ミーンズ、デニス・バンクス、クライド・ベルコートが逮捕された。オグララの指導者ペドロ・ビソネットも起訴されたが、12月にBIA警察に射殺された。また、FBIは呪い師のレオナルド・クロウドッグと、直接関係のないオグララ族AIMのレナード・ペルティエをミーンズらとは別に逮捕した。彼らの釈放嘆願署名は日本を始め、世界から刑務所に集まり、バンクスたちはのちに釈放されたが、ペルティエは靴を片方盗んだ罪で捕まり、加えてFBI職員を二人殺したことにされ、終身刑となった。服役中の彼に対し、FBIがインディアン囚人を暗殺のために刺客として送り込んだことも明らかになっている。彼の罪状に対してはすでにアリバイが証明されているが、今も投獄されたままである。アムネスティ・インターナショナルや世界中の人権団体が抗議声明を行い、釈放嘆願と抗議が続けられている。
占拠拠点となり焼け落ちた、交易所、聖心教会、博物館、給油所、それらすべてが、のちに当局によって跡形も無く撤去された。1975年のウィルソン部族議長の退任まで、居留地ではなおもテロの嵐が吹き荒れ、100人を超えるインディアンが謀殺された。これらは今も一切捜査されていない。

### 犠牲者
- フランク・クリアウォーター - 妻とともにノースカロライナから駆けつけたチェロキー族とアパッチ族の混血。到着当夜に銃弾を頭に受け、4月25日に死亡。ウィルソンは彼の埋葬を要求するAIMに対し、パインリッジ居留地内への他の部族の埋葬を禁止するとする嫌がらせを行った。
- ローレンス・バディ・ラモント - パインリッジ居留地のオグララ・スー族。ベトナム帰りの海兵隊員。31歳。狙撃手によって心臓を撃ち抜かれ、4月26日に死亡。彼の墓石にはこう書かれた。

「2000人がここウンデッド・ニーに来て、一人のみここに残る」
- これはウンデッド・ニー占拠参加者内での死者である。占拠地以外の場所では、占拠中も多数の伝統派や反部族議会派が殺されている。

### 占拠事件の指導者たち
- ラッセル・ミーンズ オグララスー族 - 各酋長との連絡とAIMのスポークスマンを担当。
- デニス・バンクス オジブワ族 - 各部署の調整指揮を担当。
- クライド・ベルコート オジブワ族 - AIM初代代表。外部団体への支援要請を担当。
- カーター・キャンプ ポンカ族 - ウンデッド・ニー警備隊長を担当。
- ハーブ・ポーズ イロコイ6カ国連合オナイダ族 ほか

### 占拠事件のおもな協力・賛助者たち
- 正義の十字軍 - メキシコ系米国人の運動団体。100人近い応援をよこした。最初の死者もここから出た。
- 統一農業労働者 - カリフォルニアのメキシコ系低賃金労働者の団体。
- ラルフ・アバナシー牧師 - マーチン・ルーサー・キング牧師の後継者
- ディック・グレゴリー - 黒人コメディアン
- アンジェラ・デービス - 黒人運動家
- カリフォルニア大学バークレー分校 - アジア系学生による物資援助
- 米国キリスト教会全国協議会 - 医師団を派遣
- ボルニー・ワーナー大佐 - 第82空挺師団参謀長。FBIに銃撃を禁止した。
- ビル・カンスラー - NYの人権派弁護士。 四人の弁護士とウンデッドニー法的戦略委員会を結成。法的に援助した。
- イロコイ連邦オノンダガ族 - 使節代表団をよこし、連邦政府との交渉を援助した。

## 関連作品
- 『サンダーハート』（1992年、ヴァル・キルマー主演） パインリッジ保留地を舞台に、ウンデッド・ニー占拠事件に題を採った映画。
- 『オグララの事件』（「Incident at Oglala」、1992年映画） ウンデッド・ニー占拠の重要人物である部族議会議長ディック・ウィルソンと連邦政府との腐敗と犯罪を検証したドキュメンタリー映画。監督は「サンダーハート」と同じマイケル・アプテッド。